# Liste der Naturdenkmale in Ihringen
| Naturdenkmale | Anzahl |
| ------------- | ------ |
| FND           | 10     |
| END           | 2      |
| Gesamt        | 12     |

Die Liste der Naturdenkmale in Ihringen nennt die verordneten Naturdenkmale (ND) der im baden-württembergischen Landkreis Breisgau-Hochschwarzwald liegenden Gemeinde Ihringen. In Ihringen gibt es insgesamt zwölf als Naturdenkmal geschützte Objekte, davon zehn flächenhafte Naturdenkmale (FND) und zwei Einzelgebilde-Naturdenkmale (END).
Stand: 31. Oktober 2016.

## Flächenhafte Naturdenkmale (FND)
| Name                     | Bild | Kennung     | Einzelheiten | Position | Fläche Hektar | Datum         |
| ------------------------ | ---- | ----------- | ------------ | -------- | ------------- | ------------- |
| Blankenhornsberg         | BW   | 83150590008 | Ihringen     | ⊙        | 0,3           | 15. Okt. 1990 |
| Böselsberg               | BW   | 83150590005 | Ihringen     | ⊙        | 0,4           | 11. Dez. 1989 |
| Dulltalgasse             | BW   | 83150590002 | Ihringen     | ⊙        | 1,1           | 11. Dez. 1989 |
| Ehnistal                 | BW   | 83150590004 | Ihringen     | ⊙        | 0,1           | 11. Dez. 1989 |
| Großpöppi                | BW   | 83150590010 | Ihringen     | ⊙        | 0,1           | 31. Okt. 1991 |
| Hundskehle               | BW   | 83150590009 | Ihringen     | ⊙        | 0,4           | 17. Juli 1991 |
| Luckengasse              | BW   | 83150590007 | Ihringen     | ⊙        | 0,5           | 11. Dez. 1989 |
| Pöppigasse               | BW   | 83150590001 | Ihringen     | ⊙        | 0,1           | 11. Dez. 1989 |
| Schmerberg               | BW   | 83150590003 | Ihringen     | ⊙        | 0,6           | 11. Dez. 1989 |
| Steigberg                | BW   | 83150590006 | Ihringen     | ⊙        | 0,1           | 11. Dez. 1989 |
| Legende für Naturdenkmal |      |             |              |          |               |               |

## Einzelgebilde (END)
| Name                     | Bild | Kennung     | Einzelheiten | Position | Fläche Hektar | Datum         |
| ------------------------ | ---- | ----------- | ------------ | -------- | ------------- | ------------- |
| 3 Rosskastanien          | BW   | 83150590012 | Ihringen     | ⊙        | 0,0           | 15. Apr. 1964 |
| 5 Linden                 | BW   | 83150590011 | Ihringen     | ⊙        | 0,0           | 15. Apr. 1964 |
| Legende für Naturdenkmal |      |             |              |          |               |               |